# ケディバクター属
ケディバクター属（Caedibacter）
はリケッチア目で科の所属が明らかでない属で、グラム陰性非運動性偏性細胞内共生桿菌ないし球菌。GC含量は40前後。基準種はケディバクター・タエニオスピラリス（Caedibacter taeniospiralis）。名称は殺戮する桿菌を意味する。
ゾウリムシの細胞内に生息し、R体という粒子を細胞内に有する。基準種を含む一部の種に感染したゾウリムシは、感受性のある別のゾウリムシを殺すためキラーゾウリムシと呼ばれる。このキラーとしての能力を付与するケディバクターはκ粒子と呼ばれる。また、ケディバクター・コンジュガトゥスに感染したゾウリムシは感受性のゾウリムシと接合した場合、接合相手を死滅させるためメイトキラーと呼ばれる。メイトキラーを引き起こすため因子としてケディバクター・コンジュガトゥスはμ粒子とも呼ばれる。
Candidatus Caedibacter acanthamoebae

と Caedibacter varicaedens

のゲノム配列が解読されている。